# Andreas Hillgruber

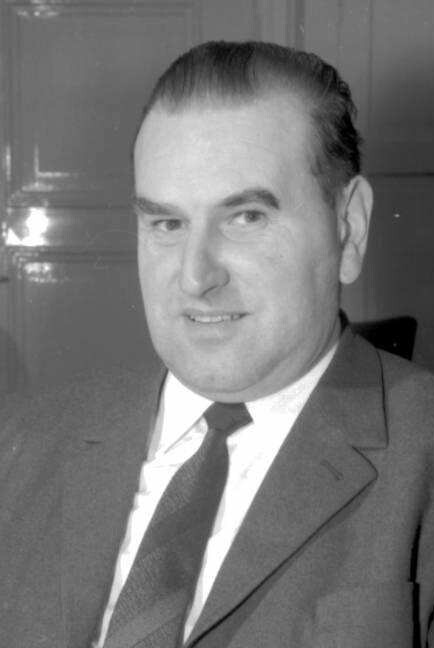
Andreas Hillgruber (1969)

Andreas Fritz Hillgruber (* 18. Januar 1925 in Angerburg, Ostpreußen; † 8. Mai 1989 in Köln) war ein deutscher Historiker und Spezialist für die militärische, politische und diplomatische deutsche Geschichte zwischen 1871 und 1945.

## Leben
Andreas Hillgruber wurde als erster von zwei Söhnen des aus Groß Warningken in Ostpreußen stammenden Gymnasiallehrers Andreas Hillgruber und dessen Frau Irmgard, geb. Schilling, in Angerburg geboren.  Er wuchs in Ostpreußen auf und legte am 3. März 1943 an der Staatlichen Hufenschule in Königsberg, einer Oberschule für Jungen, das Abitur ab. Von Juni 1943 bis April 1945 diente er als Soldat in der Wehrmacht, zuletzt als Unteroffizier. Er kam 1945 zunächst in amerikanische und anschließend bis März 1948 in französische Kriegsgefangenschaft.
Nach seiner Freilassung studierte er von 1948 bis 1952 Geschichte, Germanistik und Pädagogik unter anderen bei Percy Ernst Schramm an der Georg-August-Universität Göttingen. 1952 wurde er dort bei Schramm mit einer Arbeit über die deutsch-rumänischen Beziehungen im Zweiten Weltkrieg promoviert. Von 1954 bis 1964 arbeitete er im höheren Schuldienst, unter anderem am Justus-Liebig-Gymnasium in Darmstadt. Von 1962 bis 1964 war er Oberstudiendirektor an der Marburger Elisabethschule. Nach einem Lehrauftrag an der Philipps-Universität Marburg erfolgte dort seine Habilitation mit der Studie Hitlers Strategie. Politik und Kriegführung 1940/1941 (Betreuer: Peter Scheibert und Wolfgang Abendroth). 1967 wurde er Wissenschaftlicher Rat und Professor an der Universität Marburg. Von 1968 bis 1972 war er ordentlicher Professor für neuere und neueste Geschichte an der Albert-Ludwigs-Universität Freiburg und zugleich von 1968 bis 1970 Leitender Historiker des Militärgeschichtlichen Forschungsamtes (MGFA) in Freiburg im Breisgau. Von 1972 bis zu seinem Tod 1989 war er Ordinarius für mittlere und neuere Geschichte an der Universität zu Köln.
Hillgruber betreute laut einer ihm zu Ehren herausgegebenen Gedenkschrift 55 Doktoranden und vier Habilitanden u. a. Jürgen Arne Bach, Rainer Blasius, Gotthard Breit, Jost Dülffer, Jürgen Förster, Friedrich Forstmeier, Günther W. Gellermann, Michael Geyer, Emily Haber, Christian Hartmann, Hans-Georg Kraume, Frank-Lothar Kroll, Bernd Martin, Nikolaus Meyer-Landrut, Horst Mühleisen, Manfred Nebelin, Karl-Volker Neugebauer, Klaus Olshausen, Reiner Pommerin, Klaus Reinhardt, Ralf Georg Reuth, Klaus-Jörg Ruhl, Marion Thielenhaus, Jochen Thies, Vera Torunsky und Günter Wollstein. Wesentlichen Einfluss nahm er darüber hinaus auf Klaus Hildebrand, der bei ihm in Marburg hörte, und auf Reiner Marcowitz, der seine Dissertation in Köln begann; bei Rolf Elble war er Zweitgutachter.

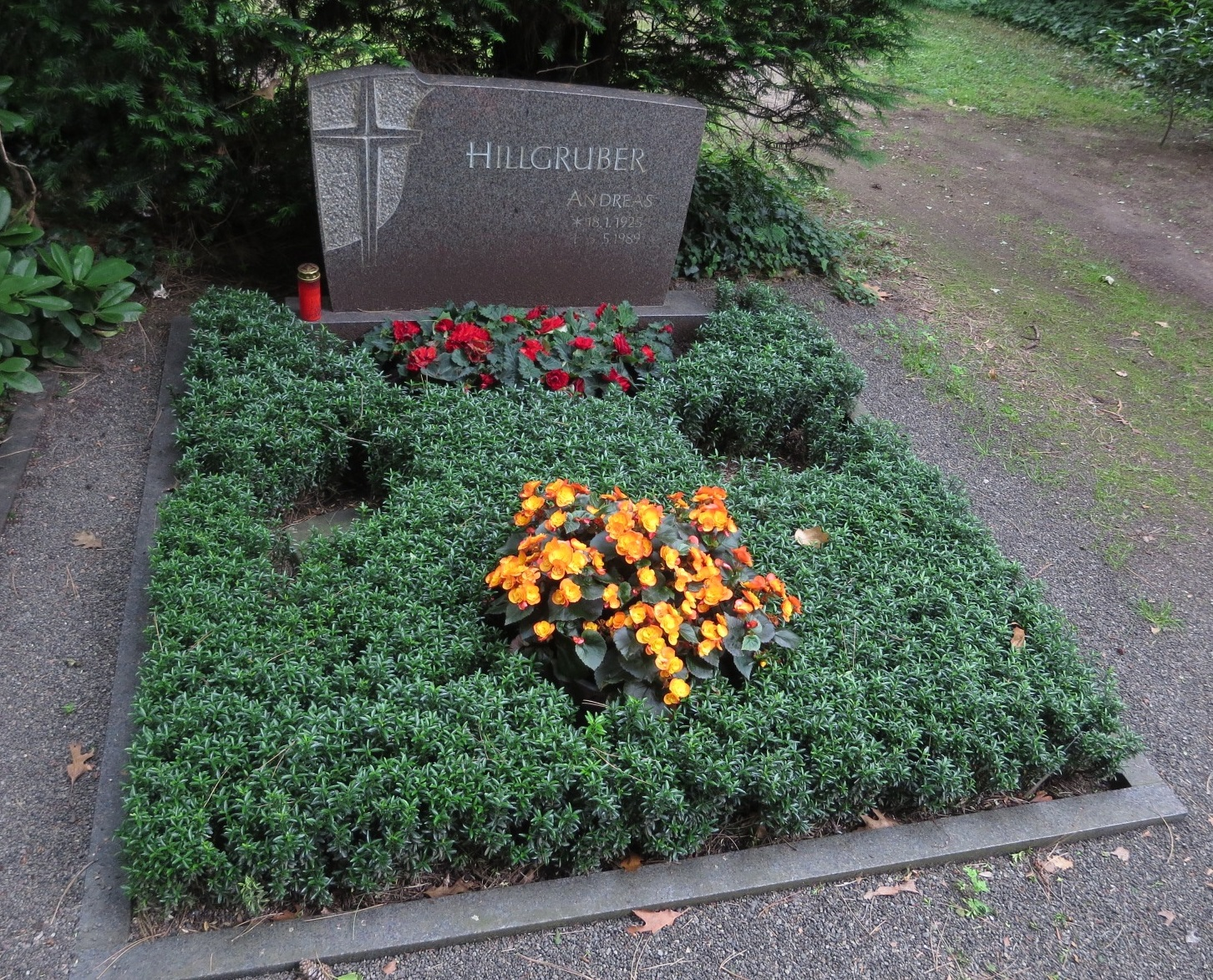
Grab auf dem Friedhof Melaten in Köln

Hillgruber war langjähriger Rezensent geschichtswissenschaftlicher Neuerscheinungen für die Historische Zeitschrift (HZ). Zwischen 1965 und 1977 schrieb Hillgruber 197 Rezensionen in der HZ unter dem damaligen Herausgeber Theodor Schieder.
1969 wurde Hillgruber Mitglied der CDU.
Hillgruber heiratete am 9. April 1949 seine Verlobte Martha Czymoch. Die Ehe blieb kinderlos und wurde 1959 geschieden. 1960 heirateten Hillgruber (evangelisch) und Karin Zierau. Sie hatten eine Tochter und zwei Söhne: Michael Hillgruber (* 1961) wurde Gräzist und Christian Hillgruber (* 1963) Staatsrechtler.
Hillgruber starb nach langer schwerer Krankheit. Seine Grabstätte befindet sich auf dem Friedhof Melaten, Flur 12 (G), in Köln-Lindenthal.

## Werk

### Positionen
Hillgrubers Spezialgebiet war die deutsche Geschichte zwischen 1871 und 1945, dabei insbesondere die politischen, diplomatischen und militärischen Aspekte, wobei er Militärgeschichte nicht um ihrer selbst Willen betrieb, sondern im Wechselspiel mit der politischen Geschichte betrachtete. Letzteres lässt die zuweilen abwertend gemeinte Bezeichnung Hillgrubers als Militärhistoriker außer Acht. Für Hillgruber gab es viele Elemente der Kontinuität in der deutschen Außenpolitik zwischen 1871 und 1945, ganz besonders im Verhältnis zu Osteuropa.
Im Rahmen der Fischer-Kontroverse stimmte Hillgruber der These von Fritz Fischer teilweise zu, die besagte, dass Deutschland für den Ersten Weltkrieg die Hauptverantwortung trage. Allerdings lehnte Hillgruber die These von Fischer ab, dass der Erste Weltkrieg aufgrund der imperialistischen Weltmachtbestrebungen des Deutschen Reiches ausgelöst worden sei.
Hillgruber vertrat dazu die Auffassung, die Unterschiede zwischen der Außenpolitik des deutschen Kaiserreiches, der Weimarer Republik und der nationalsozialistischen Außenpolitik seien nur geringfügig gewesen. Er argumentierte, die Außenpolitik im Dritten Reich sei eine extrem radikalisierte Version der traditionellen deutschen Außenpolitik gewesen. Während die Weimarer Republik ein Hauptziel ihrer Außenpolitik darin sah, den Anschluss Österreichs an das Deutsche Reich sowie die Re-Militarisierung des Rheinlandes zu erreichen, sei dies für die Nationalsozialisten nur der Anfang ihrer Bestrebungen gewesen, ganz Europa zu beherrschen.
Anfang 1950 betrachtete Hillgruber den Zweiten Weltkrieg als einen konventionellen Krieg und meinte, dass der Deutsch-Sowjetische Krieg auch durch die sowjetische Expansion provoziert worden sei. Diese Auffassung änderte sich im Laufe seiner Forschungen, und 1965 argumentierte Hillgruber, der Krieg sei für Adolf Hitler ein erbarmungsloser, rassischer Überlebenskampf gewesen, der zur Erschaffung eines deutschen Ostimperiums und zur Durchführung des Holocaust gedient habe und in dem dem Gegner keine Gnade gezeigt werden sollte. Damit gehört Hillgruber zu den „ganz seltenen Fällen“ von Historikern, die ihre grundlegenden Überzeugungen im Verlauf des wissenschaftlichen Prozesses revidiert haben. Bei den allermeisten wird ihr wissenschaftlicher Rang danach bemessen, wie gut ihnen der Beweis ihrer ursprünglichen, vorgefassten Überzeugungen gelungen ist.
Hillgruber war der Ansicht, dass Hitler die treibende Kraft hinter dem Holocaust gewesen sei. Diese Theorie widerspricht der als „funktionalistische Schule“ bezeichneten Lehre, die Historiker wie Hans Mommsen vertraten. Schon in seiner Habilitationsschrift äußerte Hillgruber die These, dass Hitlers Entscheidung zum Überfall auf die Sowjetunion 1941 rassenideologische Gründe gehabt habe, da Hitler unter dem Einfluss des Sozialdarwinismus Land für die seiner Ansicht nach „höherwertige Rasse“ der Arier gewinnen wollte. Eng verknüpft war hiermit auch die Entscheidung, Menschen „minderer Rasse“ als Sklavenvölker auszubeuten oder auszurotten.
Hillgruber sah Hitler als fanatischen Ideologen, der einen Stufenplan mit folgenden Zielsetzungen verfolgte: (1.) Die Ausrottung der angeblich „jüdisch-bolschewistischen“ Führungsschicht sowie der Juden in Ostmitteleuropa, (2.) die Gewinnung von Kolonial- und „Lebensraum“ für das Dritte Reich sowie (3.) die Dezimierung und Unterwerfung der slawischen Bevölkerung unter deutsche Herrschaft in neu zu errichtenden sogenannten „Reichskommissariaten“. Weiterhin sei geplant gewesen: (4.) die Errichtung eines autarken, blockadefesten „Großraumes“ Kontinentaleuropa unter Hitlers Herrschaft, wobei die eroberten sowjetischen Gebiete die ökonomischen Ergänzungsräume bilden und die kontinentale Vorherrschaft gewährleisten sollten, um das Fernziel einer „Weltmachtstellung“ erreichen zu können. Bereits 1985 kritisierte Hillgruber, dass die deutsche Militärgeschichtsforschung den Zweiten Weltkrieg losgelöst von der Ausrottung der Juden beschreibe. Der Holocaust müsse als genuiner Bestandteil des Weltkrieges betrachtet werden.
Hillgruber sah den Zweiten Weltkrieg in Europa als Abfolge zweier verschiedener Kriege an, nämlich erstens eines normalen Krieges zwischen den westlichen Mächten und dem nationalsozialistischen Deutschland, den Hitler zwar verursacht, aber nicht beabsichtigt habe, und zweitens des Vernichtungskrieges Deutschlands gegen die Sowjetunion, der gnadenlos und brutal mit dem Ziel der rassischen und ideologischen Ausrottung geführt wurde. Dieser Krieg sei das eigentliche Ziel Hitlers gewesen.

### Hillgruber-Komitee
Als Hillgruber 1972 an die Universität Köln wechselte, bildete der Marxistische Studentenbund Spartakus ein sogenanntes Hillgruber-Komitee, das sich das Stören seiner Vorlesungen zur Aufgabe machte. Begründet wurden die Aktionen damit, dass Hillgruber „eine große Gefahr“ darstelle und seine Berufung in „Zusammenhang mit den Versuchen der Ministerialbürokratie und des westdeutschen Monopolkapitals“ stehe, „durch Wehrkundeerlasse den Hochschulunterricht zu militarisieren und durch Scheinreformen die Verwertbarkeit der Schüler im kapitalistischen Gesellschaftsystem zu erhöhen“.

### Hillgruber und die Hitler-Tagebücher
Als der Stern im April 1983 mit der Behauptung, die „verschollenen“ Tagebücher Adolf Hitlers über Mittelsmänner aufgestöbert zu haben, an die Öffentlichkeit trat und deren Veröffentlichung ankündigte, erklärte Hillgruber, dass es sich nur um Fälschungen handeln könne. Zusammen mit anderen Historikern setzte er durch, dass die Kladden einer chemisch-physikalischen Untersuchung durch kriminaltechnische Labore beim Bundesarchiv in Koblenz, beim Bundeskriminalamt und bei der Bundesanstalt für Materialprüfung unterzogen wurden, um die tatsächliche Entstehungszeit der Dokumente zu klären. Daraufhin wurde Hillgruber in einem Leitartikel des Stern namentlich als „Archivayatollah“ bezeichnet, der vor lauter Staub keinen Blick mehr für die Wahrheit habe. Am 23. April 1983 ließ die Chefredaktion des „Stern“ sogar verkünden, dass die Geschichte des Dritten Reiches nun neu geschrieben werden müsse. Doch kurz nach der Veröffentlichung der ersten Auszüge, die von einer ans Absurde grenzenden Hintergrundstory begleitet waren, wurden die Ergebnisse der technischen Untersuchungen veröffentlicht, die die angeblichen Tagebücher als eine nicht sonderlich geschickte Fälschung erwiesen hatten.

## Kritik und Würdigung
Rudolf Augstein, Herausgeber des Magazins Der Spiegel, nannte Hillgruber 1986 im Kontext des Historikerstreits – und in Anspielung auf Betitelung sowie Klappentext seines Buches Zweierlei Untergang. Die Zerschlagung des Deutschen Reiches und das Ende des europäischen Judentums – einen „konstitutionelle[n] Nazi“.
Der von Augstein beanstandete Klappentext wende sich gegen „die landläufige Meinung, wonach die Zerschlagung des deutschen Reiches eine Antwort auf die Untaten des NS-Regimes gewesen sei“. Der Historiker Hans-Ulrich Wehler schrieb 1988, dieser „gefährliche Unsinn in wenigen Sätzen“ könne so nicht „von Hillgruber […] stammen“. Bei dem Aufsatz Hillgrubers mit dem Titel Ende des europäischen Judentums handele es sich tatsächlich um dessen Schlussreferat Der geschichtliche Ort der Judenvernichtung auf einem 1984 stattgefundenen Stuttgarter Kongress über den Mord an den europäischen Juden im Zweiten Weltkrieg, der im gleichnamigen Sammelband der Tagungsbeiträge erschienen war. Wehler schrieb 1988, Hillgruber habe – vielleicht aufgrund seiner „verhärteten Theorieaversion“ – beide Aufsätze gleichermaßen mittels seiner narrativen Methode der „Identifikation“ verfasst und sei wohl bei der Darstellung nicht vergleichbarer Themen in die Falle eines „labyrinthischen Irrgartens seiner Identifikationsnöte“ geraten.
Der Historiker Eberhard Jäckel würdigte Hillgruber in einem Vorwort zu dessen Gedenkschrift mit den Worten: „Daß die deutsche Forschung nach dem Zweiten Weltkrieg wieder Anschluß an die internationale fand, ist wahrscheinlich […] das Verdienst […] jener konservativen Historiker, die ihr Urteil gegen ihr Vorurteil durchsetzten und damit der anfänglich widerstrebenden öffentlichen Meinung zu einem unverstellten Blick auf die Wirklichkeit verhalfen. […] Der erste und bedeutendste von ihnen war Andreas Hillgruber, und das wird seine Ehre bleiben.“
Der Spiegel würdigte Hillgruber 1989: „Mit seinen nüchternen, handwerklich grundsoliden Arbeiten zum Zweiten Weltkrieg zählte er zur ersten Garnitur deutscher Historiker; seine Habilitationsschrift über Hitlers Politik und Kriegführung (‚Hitlers Strategie‘) wurde zum international anerkannten Standardwerk.“ In ihrem Forschungsbericht zum deutsch-sowjetischen Krieg bewerteten die Militärhistoriker Rolf-Dieter Müller und Gerd R. Ueberschär 2000 Hillgrubers Habilitationsschrift als „bedeutende[n] Schritt“ der Forschung zum besseren Verständnis von Hitlers „rassenideologisch orientierter Expansionspolitik“. Seine Studie sei ein „noch heute im wesentlichen gültiges Standardwerk“.
Hillgruber war ordentliches Mitglied der Historischen Kommission bei der Bayerischen Akademie der Wissenschaften (ab 1982) und der Nordrhein-Westfälischen Akademie der Wissenschaften und der Künste.
Kurz vor seinem Tod erhielt Hillgruber das Bundesverdienstkreuz 1. Klasse.

## Publikationen (Auswahl)
- Hitler, König Carol und Marschall Antonescu. Die deutsch-rumänischen Beziehungen, 1938–1944, Steiner, Wiesbaden 1954 (Dissertation).[16]
- Hitlers Entschluss zum Angriff auf Russland (Eine Entgegnung). In: Vierteljahrshefte für Zeitgeschichte, Bd. 2 (1954), S. 240–254.
- Hitlers Strategie. Politik und Kriegführung, 1940–1941. Bernard & Graefe, Frankfurt am Main 1965 (Habilitationsschrift); 1993, ISBN 978-3-7637-5923-1.
- Deutschlands Rolle in der Vorgeschichte der beiden Weltkriege. Vandenhoeck u. Ruprecht, Göttingen 1967.
- Kontinuität und Diskontinuität in der deutschen Außenpolitik von Bismarck bis Hitler. Droste, Düsseldorf 1969.
- Bismarcks Außenpolitik. Rombach, Freiburg im Breisgau 1972; 3. Aufl. 1993, ISBN 3-7930-9096-5.
- „Die Endlösung“ und das deutsche Ostimperium als Kernstück des rassenideologischen Programms des Nationalsozialismus. In: Vierteljahrshefte für Zeitgeschichte, Bd. 20 (1972), S. 133–153.
- Deutsche Geschichte, 1945–1972. Die „Deutsche Frage“ in der Weltpolitik. 1974; 2., erw. Aufl., Ullstein, Frankfurt am Main 1978.
- Deutsche Großmacht- und Weltpolitik im 19. und 20. Jahrhundert. Droste, Düsseldorf 1977.
- Otto von Bismarck. Gründer der europäischen Großmacht Deutsches Reich. Musterschmidt, Zürich/Frankfurt am Main 1978.
- Europa in der Weltpolitik der Nachkriegszeit (= Oldenbourg Grundriss der Geschichte. Bd. 19). Oldenbourg, München 1979.
- Die Gescheiterte Großmacht. Eine Skizze des Deutschen Reiches, 1871–1945. Droste, Düsseldorf 1980.
- Der Zweite Weltkrieg, 1939–1945. Kriegsziele und Strategie der großen Mächte. 1982; 6., verb. und erw. Aufl. hrsg. von Bernd Martin, Kohlhammer, Stuttgart 1996, ISBN 3-17-013924-X.
- Die Last der Nation. Fünf Beiträge über Deutschland und die Deutschen. Droste, Düsseldorf 1984.
- The Extermination of the European Jews in its Historical Context. In: Yad Vashem Studies, Bd. 17 (1986).
- Zweierlei Untergang. Die Zerschlagung des Deutschen Reiches und das Ende des europäischen Judentums. 1986, Siedler Verlag, Berlin 1994, ISBN 978-3-88680-187-9.
- Die Zerstörung Europas. Beiträge zur Weltkriegsepoche 1914 bis 1945. 1988, Propyläen, Berlin 1997, ISBN 978-3-549-05770-4.